# Харин, Пётр Романович
Пётр Рома́нович Ха́рин (15 [28] декабря 1905, Нолинский уезд, Вятская губерния — неизвестно) — советский партийный и государственный деятель, председатель Великолукского облисполкома (1951—1957).

## Биография
Родился 15 (28) декабря 1905 в деревне Тюлени.
До 1927 года работал в сельском хозяйстве; в 1927—1930 годы служил в Красной армии. С января 1930 года работал избачом (село Ильинское Богородского района).
Член ВКП(б) с 1930 года. Окончил Горьковские курсы партийного актива.
С октября 1930 года работал в Богородском райфинотделе (инструктор), Богородском (инструктор, заведующий культурно-просветительским, организационным отделом), Сунском (заместитель секретаря) и Тужинском (второй секретарь) райкомах ВКП(б).
С августа 1936 — первый секретарь Черновского, с февраля по декабрь 1938 года — первый секретарь Санчурского райкома ВКП(б).
С декабря 1938 года заведовал отделом советской торговли, затем — сельскохозяйственным отделом Кировского обкома ВКП(б). С августа 1940 года находился в распоряжении ЦК ВКП(б), затем работал в Куйбышевском обкоме ВКП(б).
С 1946 по сентябрь 1947 года — второй секретарь Коми областного комитета ВКП(б). С 1950 года, по окончании Высшей партийной школы при ЦК ВКП(б), — инструктор отдела ЦК ВКП(б).
С июня 1951 по январь 1957 года — председатель исполнительного комитета Великолукского областного Совета.
Избирался депутатом:
- Верховного Совета РСФСР 2-го созыва (1947—1951; от Коми АССР)[5],
- Верховного Совета Коми АССР 2-го созыва (1947‒1951; председатель мандатной комиссии)[6],
- Совета Союза Верховного Совета СССР 4-го созыва (1954—1958; от Великолукской области)[7].

## Награды и звания
- орден Отечественной войны 1-й степени,
- медаль «За доблестный труд в Великой Отечественной войне 1941—1945 гг.»[1].

## Комментарии
1. ↑  Деревня Тюлени, относившаяся к Ворсинской, в 1920-е годы — к Богородской волости Нолинского уезда, в последующем входила в состав Рождественского сельсовета Богородского района Кировской области; не сохранилась[4].